# Saison 2018-2019 du Royal Antwerp FC
Maillots
Chronologie
Saison précédente Saison suivante
La saison 2018-2019 du Royal Antwerp FC voit le club évoluer en Division 1A. C'est la 97e saison du club au plus haut niveau du football belge et la 2e consécutive. Le club participe également à la Coupe de Belgique.

## Préparation d'avant-saison

### Matchs amicaux
| 1er match                        | Hoogstraten VV | 1 - 5   | Royal Antwerp FC                                        | Sportcomplex Seminarie, Hoogstraten |                         |
| Vendredi 22 juin 2018 19:00 CEST | Bokila 68e     | (0 - 3) | Bernier 18e 41e · Owusu 37e · Rodrigues 52e · Jaadi 77e | Arbitrage : Glenn Claes             | Arbitrage : Glenn Claes |

| 2e match                         | KFC Brasschaat   | 1 - 4   | Royal Antwerp FC                                    | Stade Louis De Winter, Brasschaat |  |
| Mercredi 27 juin 2018 19:00 CEST | Haesendonckx 52e | (0 - 2) | Owusu 9e · Nazaryna 32e · Mendy 80e · Niangadou 81e |                                   |  |

| 3e match                        | MSV Duisbourg | 1 - 2   | Royal Antwerp FC            | Altenberge                                   |                                              |
| Mardi 3 juillet 2018 18:30 CEST | Wolze 30e     | (1 - 0) | Rodrigues 52e · Bolingi 73e | Spectateurs : 400 Arbitrage : Bastian Börner | Spectateurs : 400 Arbitrage : Bastian Börner |

| 4e match                           | VfL Osnabrück | 0 - 1   | Royal Antwerp FC | Klosterpforte, Marienfeld |  |
| Dimanche 8 juillet 2018 19:30 CEST |               | (0 - 0) | Körber 60e (csc) |                           |  |

| 5e match                            | PAOK Salonique | 1 - 3   | Royal Antwerp FC                    | Sportpark V.V. Victoria '03, Oudenbosch |  |
| Dimanche 15 juillet 2018 12:30 CEST | Lámprou 30e    | (1 - 2) | Opare 16e · Bolingi 44e · Owusu 59e |                                         |  |

| 6e match                            | Royal Antwerp FC           | 2 - 1   | Panathinaïkos | Sportpark V.V. Victoria '03, Oudenbosch |  |
| Dimanche 22 juillet 2018 16:00 CEST | Haroun 49e · Hairemans 54e | (0 - 1) | Insúa 44e     |                                         |  |

## Statistiques
Les matchs amicaux ne sont pas pris en compte.